# Journal of Neurology, Neurosurgery, and Psychiatry
Le  Journal of Neurology, Neurosurgery, and Psychiatry (souvent abrégé JNNP) est une revue médicale mensuelle britannique, éditée par le groupe BMJ Publishing Group Ltd. Il a été fondé en 1920 par Samuel Alexander Kinnier Wilson sous le nom  de Journal of Neurology and Psychopathology.
Il publie des articles de recherche originaux et des articles de revue, sélectionnés par un comité de lecture 
sur l'ensemble des troubles rencontrés en neurologie neurochirurgie et psychiatrie. Son rédacteur en chef est Matthew Kiernan.
Tous les deux mois paraît en outre un supplément contenant des articles généraux et du matériel pédagogique intitulé : Practical Neurology.